# GMS (motorfiets)
GMS is een historisch merk van wegracemotoren.
De Britse constructeur Geoff Monty bouwde in 1958 een racemotor die hij Geoff Monty Special noemde. De 250 cc motor was samengesteld uit onderdelen van verschillende andere motoren. Monty werd in 1958 derde in de GP van Zweden en eindigde als tiende in het wereldkampioenschap van 1958. De machine was in de jaren zestig nog redelijk succesvol. In 1959, 1960 en 1961 won Tommy Robb de 250cc klasse van de North West 200.